# Törtei Tamás
Törtei Tamás (Szolnok, 1985. október 13. –) magyar labdarúgó, hátvéd. Korábban a Szombathelyi Haladás, az FC Tatabánya, a Celldömölk VSE, a Marcali VFC, a Barcsi SC, a Pécsi Mecsek FC, a Szolnoki MÁV FC és a Nyíregyháza SFC csapataiban is játszott. Jelenleg a Kállosemjén megye I-es csapatának játékosa valamint a Kisvárda FC U.15-ös  csapatának edzője.

## Pályafutása

### Bundaügy
2011. szeptember végén a PMFC-nél felmentették az edzések látogatása alól, mivel csak 2-3 napos késéssel jelentett egy esetet, amely során – a játékos első beszámolója szerint – ismeretlenek telefonon rá akarták venni, hogy csapatával veszítse el az október 5-i, Siófok elleni Ligakupa-mérkőzést. Törtei Tamás a következőt nyilatkozta a történtek kapcsán: „A lelkiismeretem tiszta, ugyanis amikor megkerestek, rögtön nemet mondtam, visszautasítottam az ajánlatot, hozzátéve, hogy szó sem lehet ilyesmiről! Abban viszont valóban hibáztam, hogy nem szóltam időben.”
A Magyar Labdarúgó-szövetség fegyelmi bizottsága 2011. október 25-i ülésén úgy határozott, hogy Törteit 2011. december 31-ig minden labdarúgással kapcsolatos tevékenységtől eltiltja. A játékos ezt nyilatkozta az ítéletet követően: „Vegyes érzéseim vannak. A szabályzat szerint akár öt évig is terjedhetett volna a büntetés. De nem történt semmi, nem volt bunda, nem volt csalás, ennek még a gondolata sem vetődött fel bennem. A bizottság enyhítő körülményként értékelte, hogy az ajánlatot elutasítottam, és azt is, hogy még egy héttel a mérkőzés előtt jelentettem a történteket. Ez volt a legkisebb tétel, amit kaphattam. Persze, hogy így is fáj ez az egész, de ez volt a legjobb rossz.”
A történtek miatt azonban a PMFC csapata 2011. október 27-én bizalomvesztésre hivatkozva szerződést bontott a játékossal. Kiderült, hogy Törteit nem telefonon, hanem személyesen keresték meg. Egyik játékostársa, Gyánó Szabolcs pedig úgy nyilatkozott, hogy Törtei ajánlatot tett neki, mielőtt az jelezte az ügyet a klub vezetősége felé. Törtei Tamás cáfolta az állítást.

## Sikerei, díjai
- Pécsi Mecsek FC:
  - Magyar másodosztály: bajnok: 2011
  - Magyar másodosztály: bronzérmes: 2009, 2010